# Middleton (Greater Manchester)
Middleton is een stad in het district Rochdale, in het Engelse graafschap Greater Manchester. De plaats, gelegen ten noorden van de stad Manchester, telde in 2001 45.580 inwoners.
De stad lag vroeger in het centrum van enkele naburige nederzettingen en komt op die manier aan zijn naam. Daar waar rond 1770 Middleton amper 20 woningen telde, kende het gedurende de 19e eeuw een grote expansie, voornamelijk als gevolg van de bloeiende textielindustrie. In 1886 kreeg Middleton de status van borough. Tegenwoordig is het een residentieel gebied.

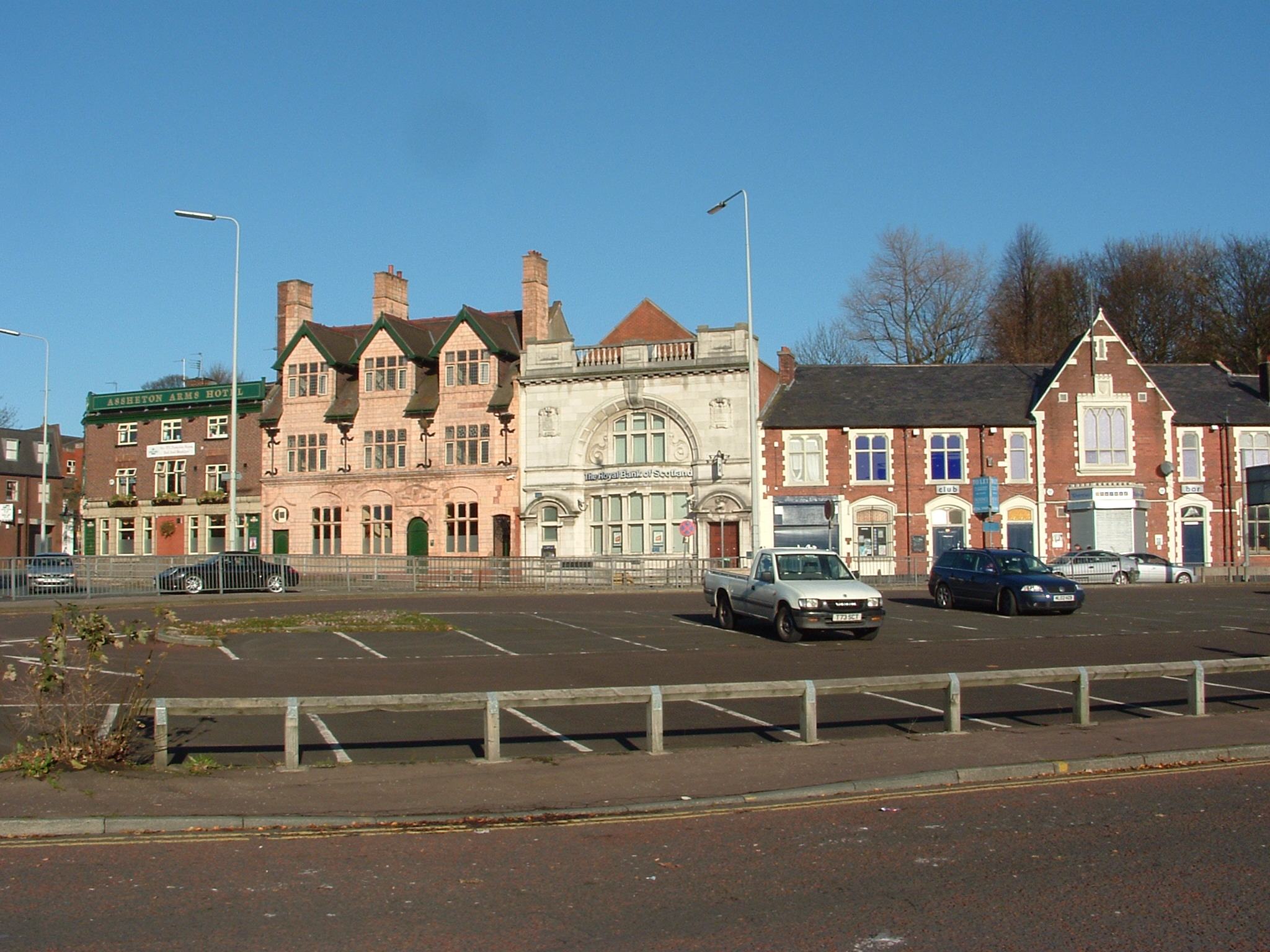
Centrum van Middleton